# Качура Георгій Іванович
Георгій Іванович Качура (нар. 20 вересня 1947) — радянський футболіст, що грав на позиції захисника. Відомий за виступами в низці радянських клубів різних ліг, зокрема в команді вищої ліги СКА з Ростова-на-Дону.

## Клубна кар'єра
Георгій Качура розпочав виступи в командах майстрів у 1967 році в команді класу «Б» «Енергія» з Новочеркаська. У 1968 році став гравцем команди другої групи класу «А» «Ростсільмаш» з Ростова-на-Дону, за яку грав до кінця 1969 року, після якого команду в зв'язку з реорганізацією змагань радянського футболу розформували. Наступного року Качура став гравцем команди новоствореної першої союзної ліги«Волгар» з Астрахані, за яку грав до кінця 1971 року.
На початку сезону 1972 року Георгій Качура став гравцем команди вищої ліги СКА з Ростова-на-Дону. Проте у вищоліговій команді він зіграв лише 1 матч чемпіонату, й наступного року грав у складі команди другої ліги «Калитва» з Білої Калитви. У 1974 році футболіст грав у складі іншої команди другої ліги «Даугава» з Риги. У 1975 році Качура знову став футболістом «Ростсільмаша», який у цьому році грав у другій лізі. У 1976 році Георгій Качура став футболістом команди першої ліги «Спартак» з Івано-Франківська, за яку грав до кінця 1977 року, після чого завершив виступи на футбольних полях.